# Presence (film)
Presence è un film del 2024 diretto da Steven Soderbergh, che ne ha curato anche montaggio e fotografia.

## Trama
Una Presenza invisibile si aggira in una casa di periferia buia e vuota. Un'agente immobiliare, Cece, mostra la casa alla famiglia Payne: Rebekah, suo marito Chris e i loro figli, Tyler e Chloe. Rebekah e Chris discutono del trasloco e delle sue implicazioni per Tyler, promettente nuotatore nella squadra di nuoto della nuova scuola ma anche vanesio ed arrogante, e per Chloe, emotivamente vulnerabile dopo un evento traumatico. Chloe esplora la casa mentre la Presenza la segue.
Una squadra di operai sta ristrutturando la casa e alcuni membri sembrano percepire la Presenza. Dopo che i Payne si sono trasferiti, Rebekah ha una conversazione telefonica in cui insinua che potrebbe essere coinvolta in reati finanziari . In seguito ne parla con Tyler, giustificando le sue azioni. Chloe sta piangendo nella sua stanza quando percepisce la Presenza e chiama "Nadia?".
Chris e Rebekah litigano per Nadia, l'amica recentemente scomparsa di Chloe. Chris esprime preoccupazione, mentre Rebekah rimane distante. Arriva Ryan, il nuovo amico di Tyler, che lo presenta a Chloe. Ryan, che ruba e abusa di droghe dal padre farmacista, e Tyler parlano di come procurarsi le droghe per una festa. La Presenza chiude la porta di Chloe, proteggendola dall'interazione. La tensione in famiglia cresce mentre Rebekah continua a mostrare favoritismi a Tyler rispetto a Chloe, sconvolgendo Chris. Lui consulta un amico avvocato per sapere se la separazione legale possa proteggere qualcuno dalla responsabilità in caso di reato commesso dal coniuge.
Chloe e Ryan si avvicinano. Fanno uso di droghe e parlano nella sua stanza. Chloe si apre sulla morte di Nadia e di un'altra ragazza che conosceva, e sul suo dolore, mentre Ryan condivide la sua lotta di una vita con il controllo. Iniziano a baciarsi, ma la Presenza li interrompe facendo cadere uno scaffale. A cena, Chloe rivela di aver percepito la Presenza e Tyler la prende in giro, scatenando un'accesa discussione. Tyler cerca di manipolare Chris affermando di schierarsi sempre dalla parte di Chloe e mettendo in dubbio la sua presa sulla realtà, ma Chris la difende.
Tyler racconta con nonchalance a Rebekah di come lui e i suoi amici abbiano truffato una compagna di classe per ottenere una foto di nudo. Rebekah ride, finché Chloe non la interrompe furiosa, mostrando loro la foto dal suo telefono e accusando Tyler di averla diffusa online. La Presenza distrugge la stanza di Tyler sotto gli occhi di tutta la famiglia.
La famiglia si ritira all'aperto. Chloe insiste che il poltergeist sia Nadia e non voglia fare del male a nessuno, ma Tyler la attacca. Chris difende Chloe. Contatta Cece, che lo rassicura dicendogli che non è morto nessuno in casa, cosa che sarebbe legalmente obbligata a dire. Lo indirizza a sua cognata, Lisa, una medium. Lisa va a trovarla e spiega che la Presenza sembra confusa e che forse sta vivendo il tempo in modo non lineare, ma non vuole fare del male a nessuno. Rebekah e Tyler reagiscono con paura e scetticismo.
Chloe e Ryan fanno sesso, e lui le mette di nascosto del liquido nel drink. Prima che Chloe possa berlo, la Presenza lo rovescia.
Chris dice a Chloe che le crede riguardo alla Presenza e che la sosterrà sempre. Lisa torna e avverte Chris che crede che la Presenza sia lì per impedire un evento futuro.
L'influenza fisica della Presenza diminuisce. Chris confida a Rebekah di aver pensato al divorzio e si riconciliano. I due partono per un viaggio d'affari. Tyler beve e ascolta musica in soggiorno. La Presenza si avvicina e sembra percepirla, ma viene distratto dall'arrivo di Ryan. Ryan droga il drink di Tyler, lasciandolo privo di sensi in soggiorno, e porta un altro drink drogato a Chloe.
Chloe si rifiuta di fare sesso, ma Ryan la costringe a bere, rendendola inabile. Inizia a soffocare Chloe con la pellicola trasparente, vantandosi di aver ucciso Nadia e l'altra ragazza nello stesso modo e di aver inscenato entrambe le overdose. La Presenza non riesce a intervenire. Scende al piano di sotto e sveglia Tyler che corre al piano di sopra e placca Ryan, facendo sì che entrambi si schiantino contro la finestra della camera da letto di Chloe, precipitino in strada e muoiano.
Molto più tardi, la famiglia in lutto lascia la casa. Prima di andarsene, Rebekah percepisce la Presenza e la segue fino a uno specchio antico in soggiorno. Nel riflesso, vede Tyler e crolla per il dolore. Mentre il resto della famiglia si riunisce intorno a lei, la Presenza lascia la casa e ascende al cielo.

## Produzione

### Riprese
Le riprese del film si sono svolte in gran parte nel New Jersey nella seconda metà del 2023.

## Distribuzione
Il film è stato proiettato in anteprima al Sundance Film Festival il 19 gennaio 2024 ed è  stato distribuito nelle sale cinematografiche statunitensi il 17 gennaio 2025 e in quelle italiane il 24 luglio seguente.

## Accoglienza

### Incassi
Con un budget di due milioni di dollari, il film ne ha incassati poco più di 11. In Italia ha incassato 487202 €.

### Critica
Il film ha ricevuto sostanzialmente giudizi positivi da parte della critica. Sul sito di recensioni Rotten Tomatoes riscuote una positività dell'88% sulla base di 241 recensioni professionali, il sito Metacritic gli ha assegnato un punteggio di 77/100 basato su 53 recensioni professionali.